# Plutelídeos
Plutellidae é uma família de insectos da ordem Lepidoptera.

## Géneros
Contém os seguintes géneros:
- Anthonympha
- Antispastis
- Araeolepia
- Arrhetopista
- Automachaeris
- Bahrlutia
- Cadmogenes
- Calliathla
- Charitoleuca
- Charixena
- Circoxena
- Conopotarsa
- Diastatica
- Diathryptica
- Dieda
- Distagmos
- Dolichernis
- Doxophyrtis
- Eidophasia
- Embryonopsis
- Endozestis
- Eudolichura
- Eudophasia
- Genostele
- Gypsosaris
- Helenodes
- Hyperxena
- Lepocnemis
- Leuroperna
- Leurophanes
- Leuroptila
- Melitonympha
- Napecoetes
- Niphodidactis
- Orthenches
- Orthiostola
- Paraphyllis
- Paraxenis
- Phalangitis
- Philaustera
- Phrealcia
- Phylacodes
- Pliniaca
- Plutella
- Proditrix
- Protosynaema
- Psychromnestra
- Rhigognostis
- Scaeophanes
- Spyridarcha
- Stachyotis
- Subeidophasia
- Tonza
- Tritymba
- Ypsolophus
- Zarcinia